# Andahuaylas (provincie)
| Andahuaylas                                              | Andahuaylas                        |
| -------------------------------------------------------- | ---------------------------------- |
| Harta localizării provinciei în cadrul regiunii Apurímac |                                    |
| Informații generale                                      |                                    |
| Nume nativ                                               | Provincia de Andahuaylas           |
| Țară                                                     | Peru                               |
| Regiune                                                  | Apurímac                           |
| - Capitală                                               | Andahuaylas                        |
| - Suprafață totală                                       | 3 987 km2                          |
| - Districte                                              | 19                                 |
| Populație                                                |                                    |
| An recensământ                                           | 2007                               |
| - Totală                                                 | 143 846                            |
| - Densitate                                              | 36,08/km2                          |
| Fus orar                                                 | UTC-5                              |
| Sit web                                                  | http://www.muniandahuaylas.gob.pe/ |
| UBIGEO                                                   | 0302                               |
| Modifică text                                            |                                    |

Andahuaylas este una dintre cele șapte provincii din regiunea Apurímac din Peru. Capitala este orașul Andahuaylas. Se învecinează cu provinciile Chincheros, Abancay, Aymaraes și cu regiunea Ayacucho.

## Diviziune teritorială
Provincia este divizată în 19 districte (spaniolă: distritos, singular: distrito):
- Andahuaylas
- Andarapa
- Chiara
- Huancarama
- Huancaray
- Huayana
- Kaquiabamba
- Kishuara
- Pacobamba
- Pacucha
- Pampachiri
- Pomacocha
- San Antonio de Cachi
- San Jerónimo
- San Miguel de Chaccrapampa
- Santa María de Chicmo
- Talavera
- Tumay Huaraca
- Turpo

## Grupuri etnice
Provincia este locuită de către urmași ai populațiilor quechua și aymara. Quechua este limba care a fost învățată de către majoritatea populației (procent de 73,54%) în copilărie, 26,09% dintre locuitori au vorbit pentru prima dată spaniolă, iar 0,19% au folosit limba aymara. (Recensământul peruan din 2007)